# U-Bahnhof Buonarroti
Der Bahnhof Buonarroti ist ein unterirdischer Bahnhof der U-Bahn Mailand und Teil der Linie M1, auch "Rote Linie" bzw. linea rossa genannt, der seinerzeit ersten Metrolinie der lombardischen Metropole. Die Station befindet sich auf dem nordwestlichen Ast der Linie. Der Name der Station steht in Verbindung mit Michelangelo Buonarroti, kurz Michelangelo, einem der bedeutendsten italienischen Künstler der Hochrenaissance.

## Lage
Die Station liegt unter dem Piazza Michelangelo Buonarroti westlich des Stadtzentrums, an der Grenze der Stadtbezirke ("Municipio") 7 und 8. In Nord-Süd-Richtung verläuft dort die rund 700 Meter lange Via Michelangelo Buonarroti. In unmittelbarer Umgebung östlich des Platzes und somit auch der U-Bahn-Station befindet sich die Katholische Universität vom Heiligen Herzen (Università Cattolica del Sacro Cuore), die mit über 40.000 Studenten größte private Universität Europas.
Die dem Bahnhof Buonarroti nächstgelegene U-Bahn-Station ist der U-Bahnhof Wagner knapp 300 Meter südlich, der jedoch Teil des südwestlichen Asts der Linie M1 ist und somit von Buonarroti nicht direkt angefahren wird. Die nächstgelegene Station auf dem nordwestlichen Ast ist stadtauswärts die Station Amendola, rund 500 Meter entfernt, stadteinwärts in ähnlicher Distanz der U-Bahnhof Pagano, an dem die beiden Außenäste der M1 abzweigen.

## Geschichte
Ende der 1950er Jahre wurde mit dem Bau des ersten Streckenabschnitts der U-Bahn Mailand begonnen, der seinerzeit mit einer Länge von 11,8 Kilometern von Marelli im Norden der Stadt nach Lotto im Westen Mailands verlief. Zu diesem Abschnitt gehörte unter anderem der Bahnhof Buonarroti. Die Strecke wurde am 1. November 1964 eröffnet.
Rund anderthalb Jahre später erfolgte die Eröffnung einer südlich verlaufenden Zweiglinie der M1, seitdem ist der Bahnhof Buonarroti der erste Bahnhof der nördlichen der beiden Zweiglinien.

## Beschreibung
Wie jeder Bahnhof der Linie 1 hat der Bahnhof Buonarroti zwei Gleise mit Seitenbahnsteigen. Über dem Gleisniveau befindet sich ein Zwischengeschoss mit Zutrittskontrolle. Die architektonische Ausstattung wurde wie bei allen Bahnhöfen der Linien M1 und M2 von den Architekten Franco Albini und Franca Helg und vom Grafiker Bob Noorda gestaltet.

## Anbindung
| Linie | Verlauf |
| ----- | --- |
|       | Sesto 1º Maggio FS – Sesto Rondò – Sesto Marelli – Villa San Giovanni – Precotto – Gorla – Turro – Rovereto – Pasteur – Loreto – Lima – Porta Venezia – Palestro – San Babila – Duomo – Cordusio – Cairoli – Cadorna FN – Conciliazione – Pagano – Buonarroti – Amendola – Lotto – QT8 – Lampugnano – Uruguay – Bonola – San Leonardo – Molino Dorino – Pero – Rho Fiera – Wagner – De Angeli – Gambara – Bande Nere – Primaticcio – Inganni – Bisceglie |